# Reservoir Chapf

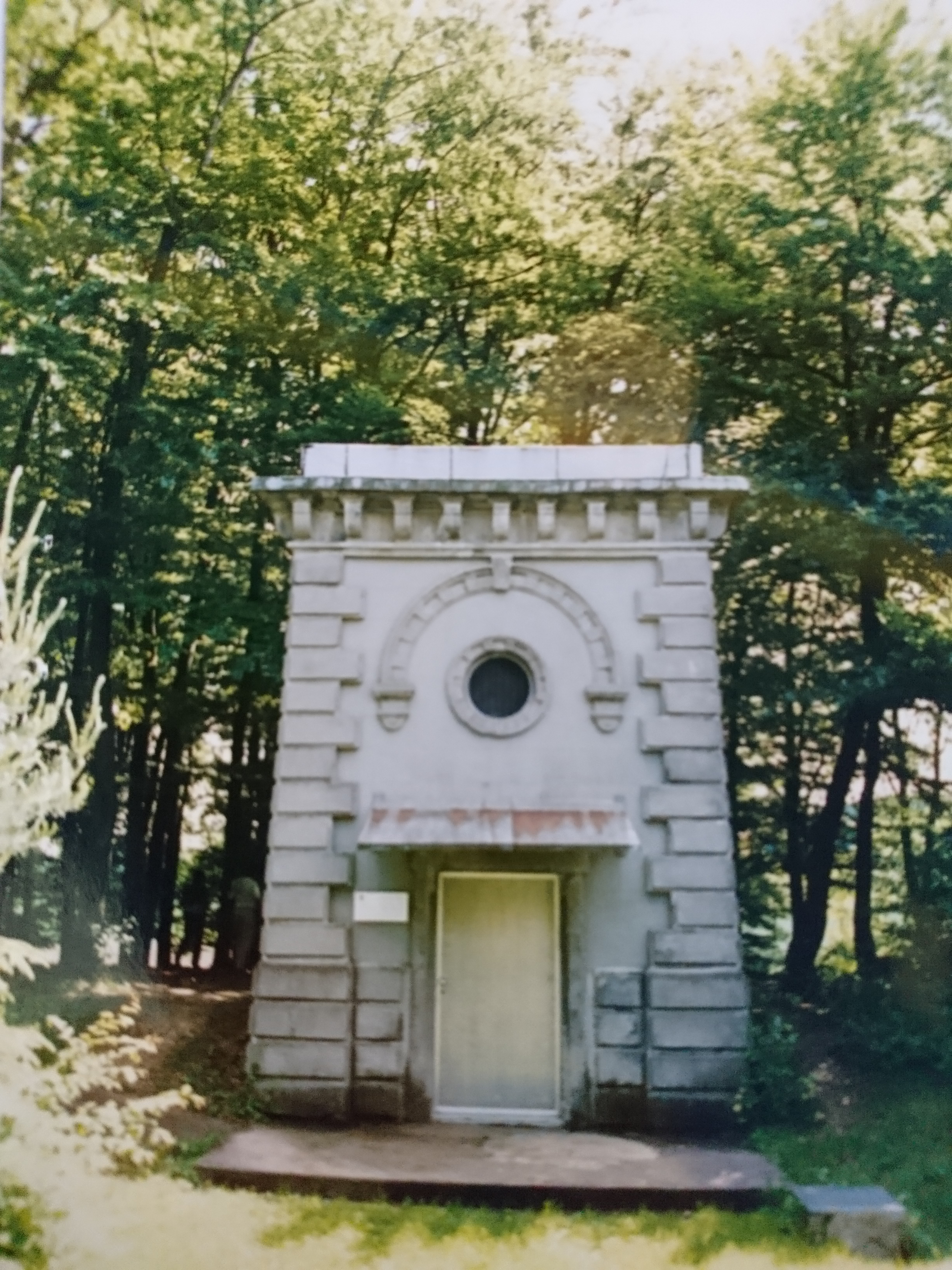
Reservoir Chapf

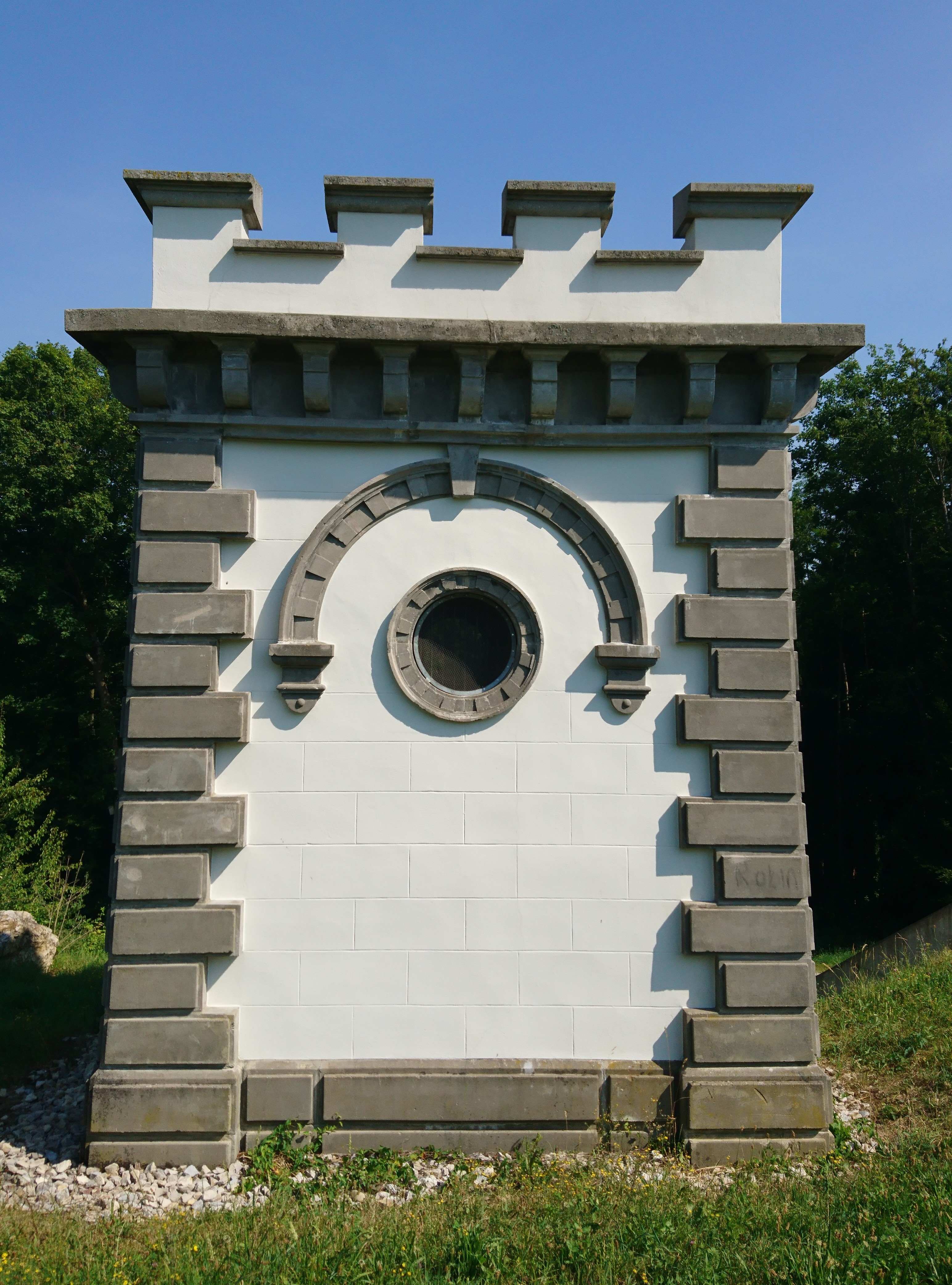
Reservoir Chapf, Südseite

Das Reservoir Chapf ist ein altes Wasserreservoir und ein Kulturgut von regionaler Bedeutung auf dem Gemeindegebiet von Windisch im Schweizer Kanton Aargau.

## Beschreibung und Geschichte
Das Reservoir Chapf an der Strasse zum Lindhof wurde 1898 mit einem Fassungsvermögen von 600 m³ erbaut und 1927 sowie 1939 auf insgesamt 1000 m³ Fassungsvermögen erweitert. Gespeist wird es vom Quellwasser-Pumpwerk Mülligen und vom Grundwasser-Pumpwerk Schachen.
Der Oberbau des im Neorenaissance-Stil errichteten Reservoirs ist ein turmartiger Putzbau mit üppiger Kunststeingliederung, dem gezahnte Eckquader und ein kräftiges Konsolgesimse einen trutzigen Charakter verleihen. Die kreisrunden Lichtöffnungen sind von Bogenstellungen über profilierten Konsolen umfasst.